# Zombie Zoo Keeper
Zombie Zoo Keeper（ゾンビ・ズー・キーパー、2012年〈平成24年〉11月23日 - ）は、日本のNFTアーティスト。別名はゾンビ飼育員。2021年に小学3年生ながら動物のゾンビを題材としたドット絵のNFTアートを販売し、たかくらかずきやトレバー・マクフェドリーズ、スティーヴ・アオキらが購入。その活動はNFTアートを日本に広めたきっかけと言われる。2021年のForbes JAPAN 100に選ばれ、「ZOMBIE ZOO」は2021'S BEST (NON-CELEBRITY) NFT PROJECTSの一つに選出された。2022年には東映アニメーションにより日本初となるNFTアートのアニメ化がなされ、ピコ太郎ともミュージックビデオをコラボレーションしている。

## 来歴・人物

### 生い立ち
2012年（平成24年）11月生まれ。3歳の時からテレビのない環境であったが、年に400冊の絵本を読み聞かせてくれていたという。また、赤ん坊の頃からiPadを持たされ、テレビがなくてもプロジェクターでNHKオンデマンドやNHK for School、Netflixなどを自由に視聴できていた。算数のドリルのやる気をなくした際には親から算数オリンピックの問題を促されるなど、勉強を強制せずモチベーションを重視した教育を受けたという。Pokémon GOにのめりこんだ際には、ポケモンを覚えることで記憶容量が増大するという論文があることから、両親の制約を免れていた。

### 2021年、NFTアートへの挑戦
2021年（令和3年）8月下旬、小学校3年生のとき、12歳の少年の描いた絵がNFTアートとして高額で購入されたというニュースに刺激を受け、自分も同じことをしたいと母親に伝える。夏休みの自由研究として行うこととなり、大好きなゲームであるマインクラフトに出てくるゾンビをモチーフに、虫や動物のドット絵（ピクセルアート）をiPadの無料アプリで描き「Zombie Zoo」として、母親の協力を得て、NFTの大手取引所であるOpenSeaにて8月25日より作品の販売を開始する。最初に作品が売れたのは9月2日で、イラストレーターのたかくらかずきが購入した。その約2000円の売り上げでポケモンカードを買いに行ったという。
さらに、CGIキャラクター・リル・ミクエラの開発や運営を手がけるBrudのCEOで、著名なDJでもあるトレバー・マクフェドリーズが購入。トレバーが作品をアイコンにしたことを発端に、世界に知れ渡ったとされる。同年9月17日には、音楽プロデューサーでDJのスティーヴ・アオキが240万円相当で二次流通で作品で購入した。なお、仮想通貨のイーサリウム（単位はETH・イーサ）で取引され、二次流通でも手数料を得ることができる。2021年9月9日時点で約380万円相当の総取引額であったが、実際の売り上げは約80万円相当とされる。同年11月には、総取引額が4400万円相当を超えたという。
なお、2021年9月24日の『めざましテレビ』、同年11月11日の『スッキリ』、11月21日の『サンデーステーション』といった報道で取り上げられ、同年10月11日には『アートフルワールド』の特集「NFTは世界を変える？」でも取り上げられた（#主なテレビ出演も参照）。また、オーナー達によるミートアップも開催されており、マイアミ アート・バーゼル（アメリカ合衆国・フロリダ州）やTEDx Kioichoに出演した。同年には「Forbes JAPAN 100」の一人にも選出されている（#主な受賞歴も参照）。

### 2022年以降の連携・展開
2022年（令和4年）2月には「Zombie Zoo Cats」シリーズを株式会社アマナと共同でフォトアクリルを制作。三越日本橋本店で展示、三越伊勢丹オンラインストアで受注販売が行われた。また、東映アニメーションにより「Zombie Zoo」を原案としたアニメプロジェクトが発足。NFTアートのアニメ化は日本初と言われており、同年5月に東映アニメーションのYouTube公式サイトで公開された。同作品のテーマソング「Nowhere」はFIVE NEW OLDが手掛けた。
同年5月にはにはピコ太郎とコラボレーションしたミュージックビデオも実現。同年同月にはゲームメイキングプラットフォーム「The Sandbox」やMinto社との提携、および「Zombie Zoo Land」の開発が発表された。翌年12月に発表されたゲームのタイトルは「Zombie Zoo Rescue」で、全てのキャラクターデザインに加えて武器の決定も行ったという。また、2022年12月にはSLOTH渋谷で展示「Zombie Zoo Keeper Collection」を実施。
2023年（令和5年）12月には大手仮想通貨取引所CoinBaseが手掛けるマーケットプレイス「Base」とのコラボレーションに出展。同年12月から翌年3月まで東京都現代美術館で開催された「MOTアニュアル2023 シナジー、創造と生成のあいだ」には11組の参加者中最年少の11歳で参加し、「Zombie Zoo Rescue」を含むこれまで制作してきた260作品を出展している。
2024年（令和6年）4月には東京ドームシティとコラボし、園内のQRコードを読み取って限定の描き下ろしNFTや各施設のクーポンが受け取れる周遊型イベント「東京ドームシティ NFTハント Feat. Zombie Zoo Keeper」を実施した。また、2025年（令和7年）3月には、フランス・パリのギャラリー「artverse」で開催された母・草野絵美の個展において、Zombie Zoo Keeper の作品も併せて展示されている。 

## 家族
母親は東京藝術大学の非常勤講師でアーティストの草野絵美。草野自身もNFT作品を扱っている。Zombie Zoo のOpenseaやTwitter、Instagramのアカウント開設や、宣伝・英訳を担当する。著書に『親子で知的好奇心を伸ばす ネオ子育て』がある。父親は慶應大学の准教授の山岡潤一。イーケイジャパンのロボット工作キット「ファブウォーカー」の開発者で、WIRED CREATIVE HACK AWARD 2014グランプリ受賞者。祖母はイラストレーター・エッセイスト・防災士である草野かおる。
Zombie Zooにおける収益の使い道は親子で相談しており、大学進学などに使用する予定だという。また、草野はZombie Zooの作品購入者であるDropbox社のデザイン戦略部門ヘッドのDevin Mancusoからオファーを受け、草野の友人である大平彩華と連携したアニメ制作を提案。これが「新星ギャルバース」につながったという。

## 主な受賞歴

### ノミネート
- 2021年 - Pen Creator Awardノミネート[12]

### 選出
- 2021年 - Forbes「Forbes JAPAN 100」[8]
- 2021年 - 2021'S BEST (NON-CELEBRITY) NFT PROJECTS（アメリカ「NYLON」誌）「ZOMBIE ZOO」[9]

## 主なテレビ出演
- ABEMA Morning（2021年09月21日、AbemaTV）- VTR出演[21]
- ABEMA的ニュースショー（2021年09月19日、TBS）- VTR出演[44]
- 新・情報7daysニュースキャスター（2021年09月19日、TBS）- VTR出演[45]
- めざましテレビ（2021年9月27日、フジテレビ）- 出演 - VTR出演[23]
- Abema Prime（2021年10月4日、AbemaTV）- VTR出演[46]
- ニュース シブ5時（2021年10月16日、NHK）- VTR出演[47]
- アートフルワールド〜たぶん、すばらしき芸術の世界（2021年10月16日、BSフジ）- VTR出演[26][注 1]
- スッキリ（2021年11月11日、日本テレビ）- VTR出演[24]
- サンデーステーション（2021年11月11日、テレビ朝日）- VTR出演[25]
- TOKIO テラス（2021年12月19日、MBS）- VTR出演[50]
- ウンナンのニッポン全国大表彰!国民的オブ・ザ・イヤー2021（2021年12月27日、日本テレビ）- VTR出演[51][注 2]
- 令和ネット論「NFT&メタバース」（2022年3月19日、NHK Eテレ）[52]

## 関連文献
- 草野絵美 (2021年9月3日). “8歳の息子の自由研究NFTが1.2イーサリアム(52万円相当)で取引され完売になった話。”. note. note 2022年1月2日(UTC)閲覧[11]。
- 「特集 NFTアートってなんなんだ?!」『BT 美術手帖』2021年12月号、カルチュア・コンビニエンス・クラブ株式会社、2021年11月発行、ISSN 02872218[53]。